# 고려인 강제이주

연해주에서 중앙아시아로 강제이주

고려인의 강제 이주(Депортация корейцев в СССР)는 소비에트 연방 정부가 연방 내의 고려인 인구 전체를 중앙아시아로 강제이주시킨 일로, 1926년에 고안되어 1930년에서 1937년까지 시행되었다. 소련에서 이루어진 최초의 대규모 민족 강제이주 정책으로 여겨지며, 이후 스탈린 집권기 동안 캅카스인, 타타르인 등 여러 민족이 소련 강제이주 정책의 피해를 입었다.
1937년 10월 소련 극동 지방에 사는 거의 모든 고려인(171,781명)이 중앙아시아의 척박한 지역으로 강제로 이주되었다. 강제이주 과정에서 추정에 따라 16,500 ~ 50,000명에 달하는 고려인이 사망했다.

## 배경

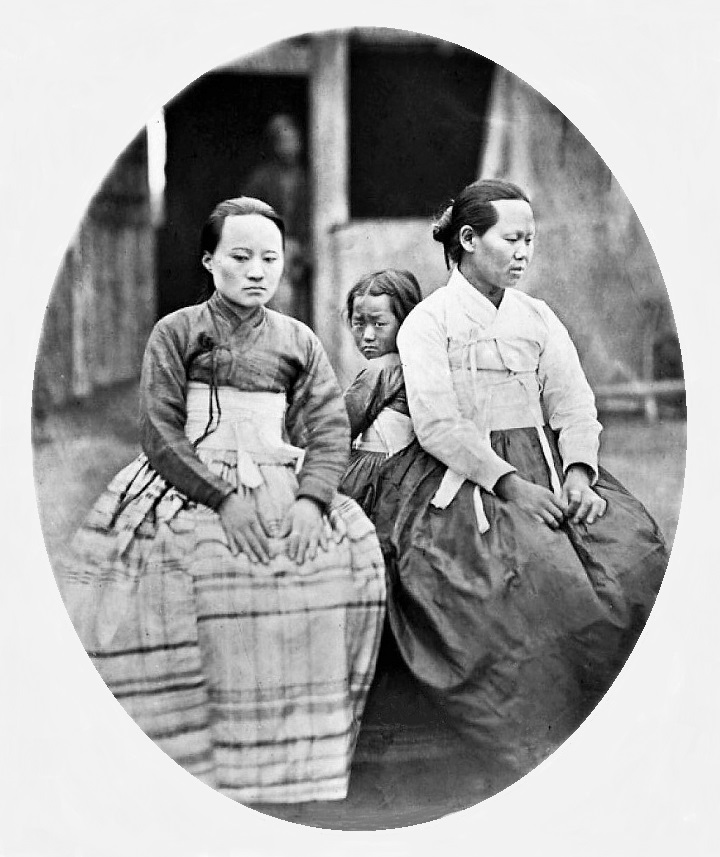
19세기 후반에 러시아에 살던 조선인들

1929년부터 시작된 제1차 5개년 계획의 실시는 소련의 경제가 거족적인 발전을 가져오게 하였다. 그러나 동시에 이 시기 소련의 국제환경은 전보다 훨씬 날카로워지기 시작했다. 일본 제국은 만주를 침략한 뒤 소련과의 접경지에다 수십만 대군을 집결시켜놓고 침략기회를 노리고 있었으며 매일같이 국경도발 사건을 일으키고 있었다. 이런 형세 하에서 소련의 지도자들은 극동지역에서 살고 있는 고려인 문제에 주의를 돌리기 시작했다. 당시 그들이 문제로 생각한 것은 다음과 같다. 1, 지금의 국제형세로 보면 일본군이 소련의 극동을 침범할 위험이 박두해 오고 있다. 2, 일본 첩보기관에서 고려인들을 매수하여 간첩으로 보내고 있는데 일본사람과 섞이게 되면 붙잡기 어렵다. 그리고 고려인들이 일본 당국과 내통하여 일본이 극동지구에 대한 침략을 의도할 수 있다는 것이다. 1934년부터 극동지구 고려인들속에서도 '일본간첩'과 '이민의 공적'을 잡아내는 숙청운동이 시작되었다. 러시아 극동 지방의 고려인들은 구소련의 국경 소수 민족 중 큰 무리에 해당되었고, 1920년대와 1930년대의 한국은 일본의 강제 점령 하에 있었다. 이들은 19세기 중엽 이후부터 가난한 농민들이 삶의 터전을 찾아 국경을 넘어 이주하면서 서서히 형성되었다.
고려인의 유입은 일제강점기인 1920년대 초에 두드러졌다. 1917년 ~ 1926년에는 고려인들이 거의 170,000명으로 3배로 늘어났고, 블라디보스토크 농촌 인구의 1/4을 넘었다. 이러한 상태에서, 구소련의 소수민족에 대한 정책으로 러시아 동부의 고려인 집단을 위한 자치령 설립이 모스크바에서 논의되었으나, 토지에 대한 경쟁을 우려한 지역 러시아인들의 반대와 일본에 대한 외교정치적인 고려로 1925년에 최종적으로 거부되어, 결과적으로 그 반대의 정책이 등장하였다. 하지만, 그보다 작은 지역 단위에서의 고려인 자치권은 허가되었고, 한국어 학교와 신문이 설립되었다. 또한, 이러한 정책 노선은 국경 너머의 일본의 속박과 대조되는 구소련의 소수민족에 대한 모범적인 정책으로서 제시되었다.
한편, 중앙 정부는 1926년 12월 6일 채택된 비공개 계획을 승인하였다. 이는 구소련을 따르지 않는다는 의심이 있는 하바롭스크 북부에 거주하는 88,000명의 고려인의 절반을 이주시키는 것이었다. 이러한 이주 정책은 정치적, 재정적인 여러 가지 이유로 1930년 이전까지는 시행되지 않았으나, 1930년을 시작으로 충성심이 충분히 입증되지 않은 고려인들은 북쪽 지방으로 강제로 이주되었다. 초기에는 작은 숫자였으나 이것이 종종 구소련의 첫 번째 민족 청소로 여겨지기도 한다. 소련당국은 1935년부터 3년 동안 2,500명의 고려인을 "일본 간첩"이란 혐의로 총살하기도 했다. 대규모의 이주는 일본의 침략의 구실이 될 수 있다는 우려로 1937년까지 연기되었다.

## 대규모 강제 이주

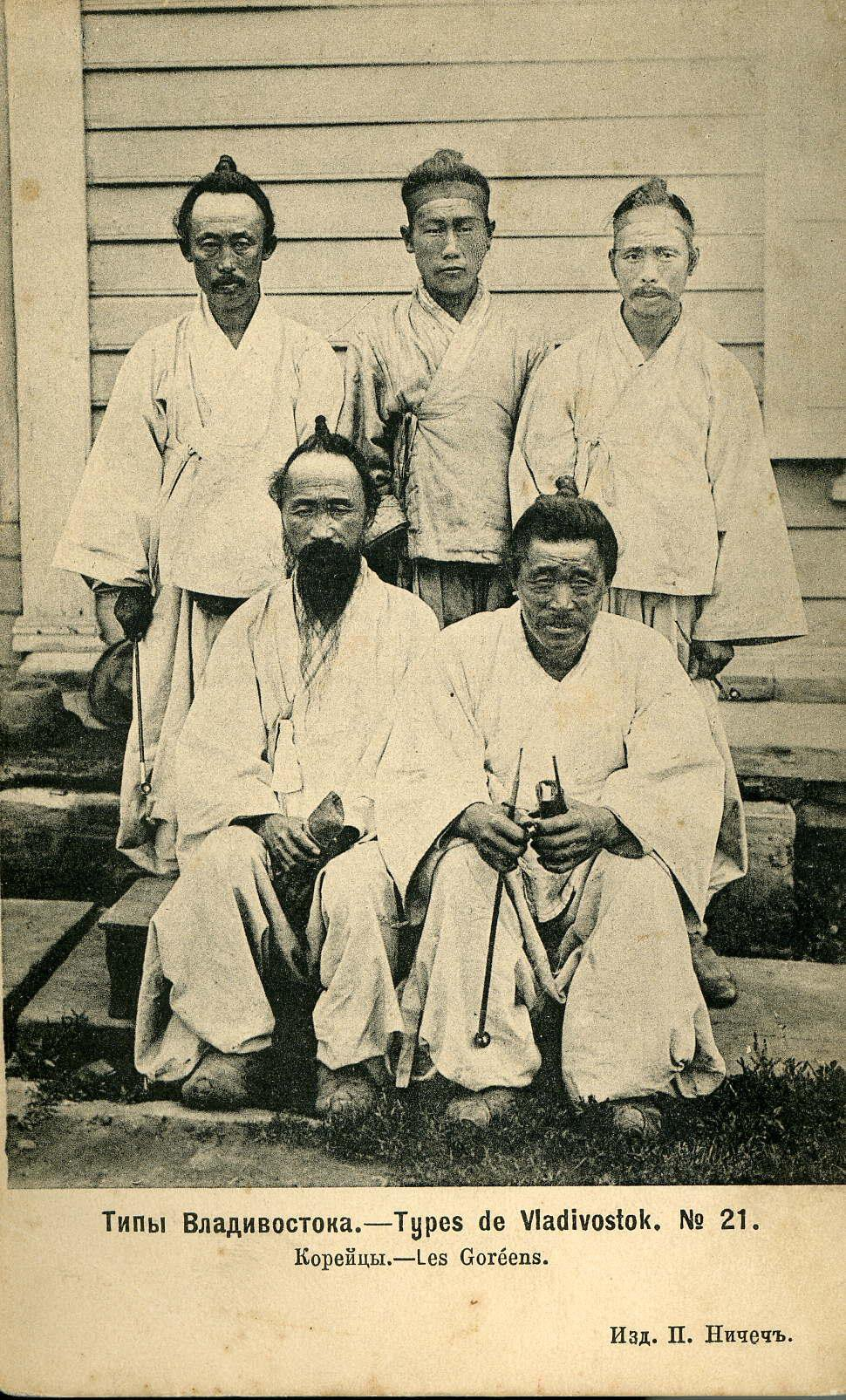
1900년대 연해주 블라디보스토크에 거주하던 조선인들

이주 계획은 1937년 8월에 일본 첩자들이 러시아 극동 지방으로 침투하는 것을 막는다는 목적과 함께 재개되었다. 그 법적 근거는 구소련 인민 위원회와 소비에트 연방 공산당 중앙 위원회의 공동 법령 #1428-326сс로, 극동 러시아 국경 한민족의 이주에 대한 것이었고("О выселении корейского населения из пограничных районов Дальневосточного края"), 스탈린과 몰로토프가 서명하였다. 이러한 결정을 실행에 옮기기 위해 겐리프 류시코프가 로스토프로부터 전임되었다.
이주는 전형적인 소련의 압박에 이어 진행되었다. 프라우다는 극동 지방의 분리주의 계획의 고발, 극동의 일본 간첩에 대한 기사를 내었다. 이주는 여러 단계의 NKVD 트로이카에 의해 엄중하게 기한을 감독하면서 진행되었고, 시행 중 수백 명의 당원들이 숙청되기도 하였다.
1937년 9월에서 10월까지, 구소련 당국은 극동 러시아로부터 소련의 중앙아시아 지역으로 수만 명의 고려인을 이주시켰다. 172,000명이 넘는 고려인들이 스탈린의 계획적인 이주 정책의 일환으로 러시아 극동 국경지대로부터 중앙시아로 옮겨졌다. 이들은 열차를 통해 6,400km에 달하는 거리를 이동했는데 그 와중에 최소 수백 명이 열차 안에서 숨졌고, 굶주려 죽은 사람들의 시신은 방문하는 기차역마다 내려 처리되었다.
이들은 당초 계획보다도 많은 44개의 지역으로 분산 이주되었는데, 대표적으로 타슈켄트 지역에 37,321명, 사마르칸트 지역에 9,147명, 페르가나 지역에 8,214명, 화레즘 지역에 5,799명이 정착시켜졌다. 이로써 고려인들은 대부분 카자흐 소비에트 사회주의 공화국, 우즈베크 소비에트 사회주의 공화국의 특별 노동 지역으로 이주하게 되었는데 최종적으로 약 100,000명이 카자흐스탄으로, 약 70,000명이 우즈베키스탄으로 보내졌다.
1937년 10월 25일, 니콜라이 예조프(Nikolai Yezhov)는 고려인의 극동 지역으로부터의 강제 이주가 종료되었음을 보고하였다. 총 171,781명의 36,442 가구가 이주되었다는 것이다. 캄차카와 오호츠크 지역에 남아 있는 수백 명의 고려인 어부들, 사업차 여행 중인 이들은 11월 1일 열차로 이송되었다.

## 이주 이후

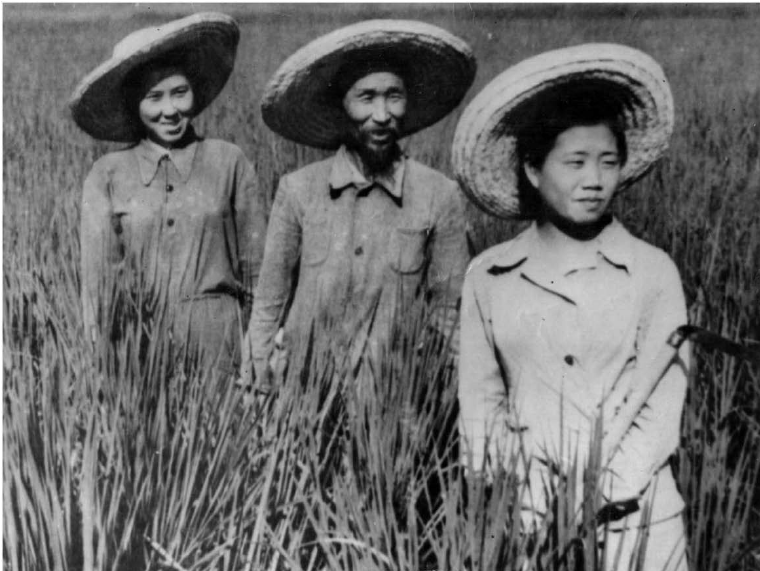
우즈베키스탄 타슈켄트주 치르치크로 강제이주된 고려인들

이주한 고려인들은 스스로 콜호즈(집단농장)을 구축하거나 기존에 만들어진 현지인들의 콜호즈에 참여하였고, 작물을 재배하거나 어업에 종사하며 삶을 다시 꾸려나가게 되었다. 이주민들은 가축을 데리고 오는 것은 허가되었으나 그 외에 남기고 온 재산에 대한 6천 루블 상당의 보상금을 받은 이후로는 중앙 정부의 지원을 거의 받지 못했다. 초기에는 정부의 24시간 감시를 받기도 했는데 이후 정부의 무관심이 두드러져 대부분 제대로 된 거주지나 교육 환경도 제공받지 못하였다.
고려인들은 척박한 환경에서 추위와 굶주림, 풍토병 등에 시달렸으며, 추산에 따라 적게는 1만 6천 명에서 많게는 5만 명이 사망한 것으로 추정된다. 그럼에도 이들은 현지 사회에 동화되어 가며 빠르게 성공을 거두었는데 1970년대 조사에 의하면 대학 학위 수여자 비율이 현지인의 2배 수준이었다. 독소 전쟁이 발발하자 많은 고려인들이 동원되어 전선으로 보내어지기도 했으며, 소비에트 연방영웅 훈장을 받은 알렉산드르 민의 사례가 잘 알려져 있다.

## 영향

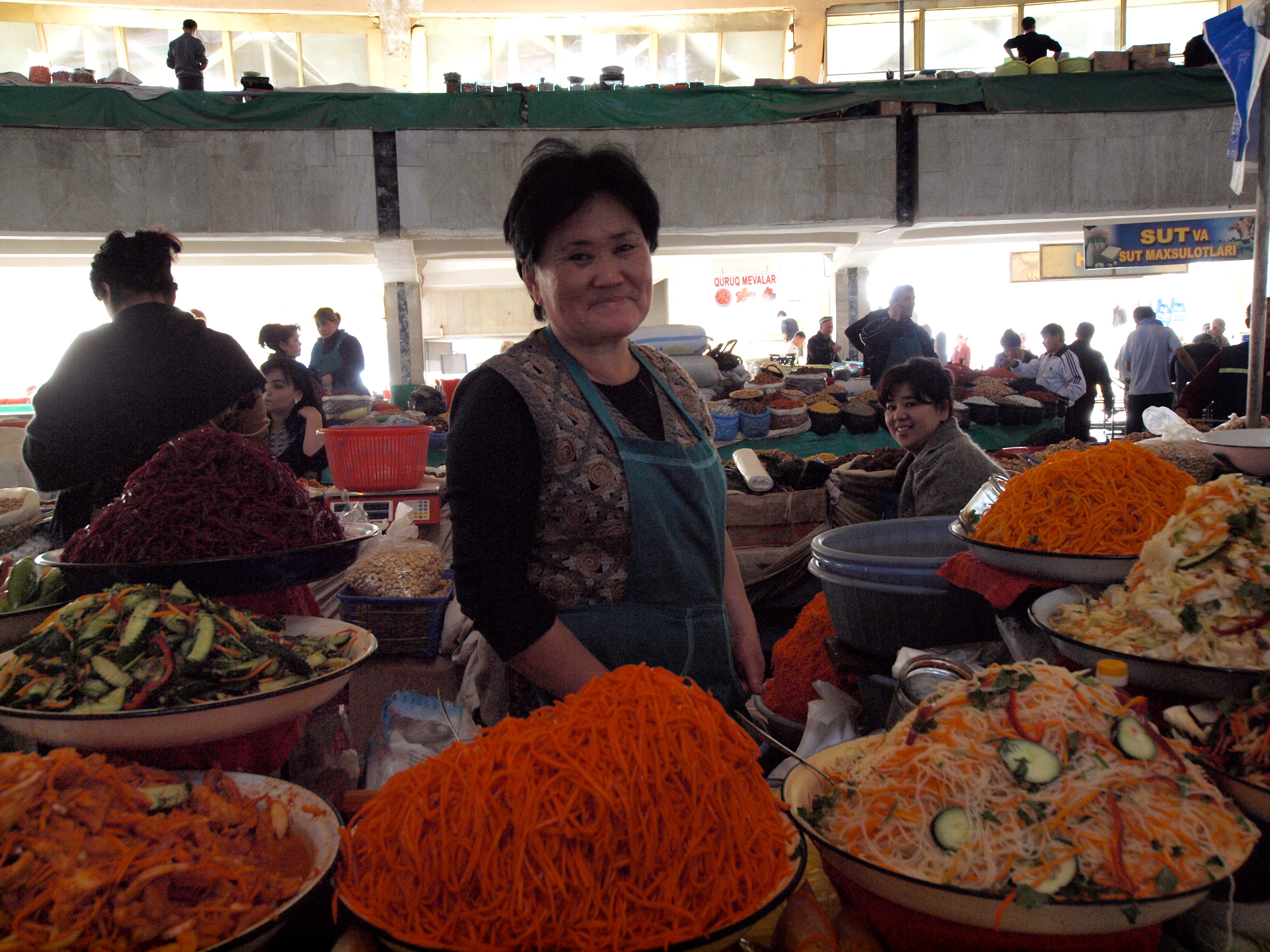
우즈베키스탄 전통시장의 고려인 상인

강제 이주로 인해 결과적으로 오늘날까지도 대부분의 고려인들이 중앙아시아 지역에 분포하게 되었다. 50년대 이후 고려인 인구는 키르기스스탄이나 타지키스탄 등 주변 지역으로 분산되기도 했다. 또한 새로운 지역에 동화됨에 따라 이주 2세대부터 한민족으로서의 정체성, 언어, 문화가 빠르게 흐려져 갔는데, 1970년에 64~74%의 고려인이 한국어를 제1언어로 사용하던 것과 대조적으로 2000년대에는 10%만이 한국어를 사용하였다.

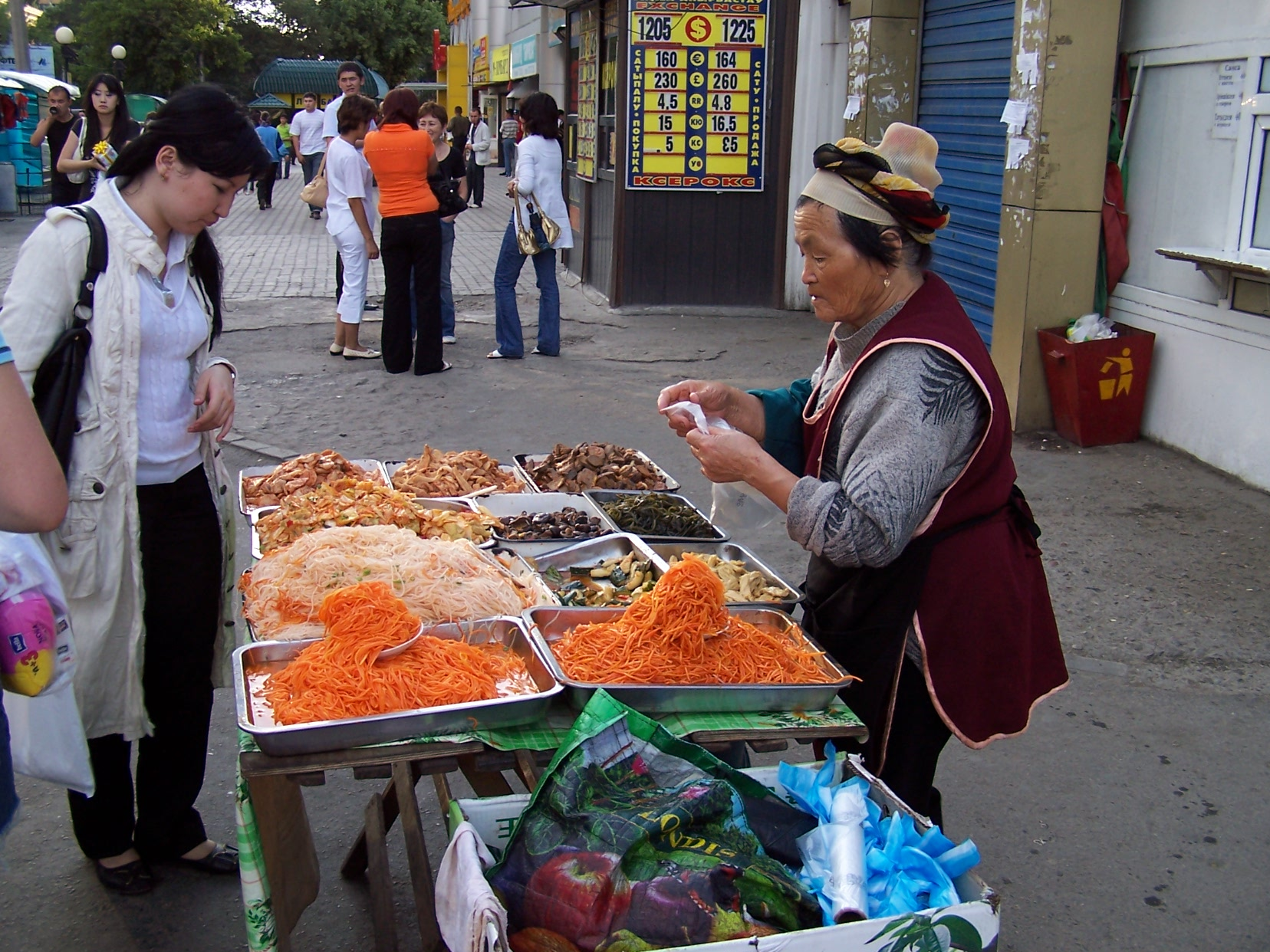
카자흐스탄 알마티의 고려인 상인

고려인 강제이주는 민족 전체를 다른 지역으로 추방시킨 스탈린 시대 최초의 선례가 되었으며, 이후에는 주로 40년대에 캅카스인 등 다른 민족들에 대한 전체 강제이주가 일어났다. 스탈린 사후 니키타 흐루쇼프가 탈스탈린 정책을 벌이며 몇가지 강제이주를 취소했으나 고려인에 대해서는 별다른 언급이 없었으며, 이 수십 년 간 고려인들은 언어와 전통문화에 대한 지식을 크게 잃었다. 고려인 강제이주는 비교적 현대에 와서야 주목받기 시작했다. 1989년 소련 최고평의회는 스탈린의 강제이주를 "불법적이고 범죄적"이라고 선언하였으며 1991년 소련에서 통과된 명예회복법에서 스탈린의 모든 강제이주 정책은 민족말살이라고 평가되었다.
소련 해체 이후 고려인들은 헤어진 가족을 만나기 위해 한국을 방문하기도 했으며, 2000년대에 들어서는 고려인들의 대한민국으로의 이주가 본격화되어 한국 국내에 고려인들의 디아스포라가 형성되기 시작했다.

## 같이 보기
- 체첸인과 인구시인의 강제이주
- 크림 타타르인 강제이주
- 칼미크인 강제이주
- 볼가 독일인

## 참조

### 참고 문헌
- The White Book about Deportations of Korean Population in Russia in 30-40s(Белая книга о депортации корейского населения России в 30-40-х годах) Moscow, 1992 (vol. 1), 1997 (vol. 2), Li Woo He (Vladimir Fedorovich Lee, Ли Владимир Фёдорович, Ли У Хэ)와 김영웅 (Ким Ен Ун/Ким Ен Ун 편집